# マクベス (ヴェルディ)
『マクベス』（Macbeth）は、ジュゼッペ・ヴェルディが作曲した全4幕からなるオペラである。ウィリアム・シェイクスピアの同名戯曲『マクベス』に基づいており、1847年にフィレンツェで初演された。1865年に大幅な改訂がなされ、今日ではこの改訂版の方がより頻繁に上演される。
- 原語曲名：Macbeth
- 原作：ウィリアム・シェイクスピア作『マクベス』（Macbeth, 1606年頃執筆）
- 台本：フランチェスコ・マリア・ピアーヴェおよびアンドレア・マッフェイ
- 演奏時間：約2時間30分
- 初演：1847年3月14日、フィレンツェ・ペルゴラ劇場にて、作曲者自身の指揮による
- 改訂版初演：1865年4月21日、パリ・リリック劇場にて

## 作曲の経緯

### フィレンツェとの契約
ヴェルディは1844年ヴェネツィアでの『エルナーニ』初演に始まり、同年の『二人のフォスカリ』（ローマ）、『アルツィーラ』（1845年、ナポリ）、『ジョヴァンナ・ダルコ』（同年、ミラノ）、『アッティラ』（1846年、ヴェネツィア）と一作毎にイタリア半島内の異なる都市での新作発表を続けてきた。1846年夏の時点で他にも「ナポリのためのもう一つの新作」、「パリでの公演（新作でなくともよいが、ヴェルディ自身の指揮が条件）」、「楽譜出版社ルッカ社のための2つの新作（うち一つはロンドンでの初演）」と、まだ片付けるべき契約が目白押しだったのだが、彼は体調不良を訴えるようになる（過労とストレスによる胃潰瘍ではないかとされる）。上記のうちいくつかの契約は延期してもらうことになったが、この時新たに接近してきたフィレンツェ・ペルゴラ劇場の1847年カーニヴァル・シーズンの新作委嘱を承諾してしまった。
候補となったのはウィリアム・シェイクスピア作『マクベス』、シラーの『群盗』（Die Räuber）およびグリルパルツァーの『先祖の女』（Die Ahnfrau）であった。ヴェルディはこの時ペルゴラ劇場にどのような歌手と契約する予定かを尋ねている。優れたバリトンが得られるなら『マクベス』、テノールであったら『群盗』を作曲しようとの考えだったが、フィレンツェが名バリトン、フェリーチェ・ヴァレージ（後年1851年には傑作『リゴレット』初演での表題役も務める）を確保できると知り、『マクベス』の制作が開始された。なお、『群盗』はロンドン向けの新作とされ、1847年7月に初演された。

### 台本
台本作家は前作『アッティラ』と同様、フランチェスコ・マリア・ピアーヴェとなった。ヴェルディは1846年9月4日付のピアーヴェ宛書簡で「（前略）マクベスは人類の創造したもっとも偉大な悲劇だ。（略）我々は仮にここから偉大なものを作り出せないとしても、並以上のものは作れると思う。（略）詞句は短く、しかし気品を保ったものにしてくれ。（後略）」と注意点を述べている。
作曲時点の1846年において戯曲『マクベス』はイタリア半島で上演されたことはなかったと考えられているが、ヴェルディはカルロ・ルスコーニによるイタリア語訳版（1838年刊）を既に所有しており（この本はサンターガタのヴェルディの書斎の本棚に現存している）、散文形式での台本はほぼ自分一人で既に作り上げてしまっていた。ピアーヴェの仕事はそれを単に韻文に直すことに過ぎなかったが、その仕事振りにヴェルディはあまり満足していなかったらしく、「もっと手短に、もっと手短に、文体は簡潔にしろ!」（POCHE PAROLE... POCHE PAROLE... STILE CONCISO）と、苛立たしく不満気に大文字でピアーヴェに手紙を書いてもいるし、台本作成が遅れ気味になると「もしこれ以上遅れるようなら、君の睾丸を抜いてしまおう。そうすればマクベス夫人くらいは歌えるだろう」などという暴言も吐いている。
さらにピアーヴェにとって屈辱的だったのは、台本完成稿に不満だったヴェルディが、シェイクスピアを愛好していた文人アンドレア・マッフェイを独断で招きいれ、マッフェイに第3幕の魔女の合唱、第4幕第2場の重要なマクベス夫人の夢遊のシーンの全部を書き直させてしまい、さらには初演時に頒布された台本表紙からピアーヴェの名を削除してしまった（ただしマッフェイの名もない）ことだった。ヴェルディの「世界中の黄金を積まれたとしても、君の書く台本は懲り懲りだよ」とのコメントが追い討ちをかけた。ピアーヴェは当初契約通りの金額をヴェルディから受領していたので渋々引き下がるしかなかったようである。ヴェルディとピアーヴェのコンビはこの後も継続して、『リゴレット』（1851年）、『椿姫』（1853年）、『シモン・ボッカネグラ』（1857年）、『運命の力』（1862年）といった傑作を残しているが、ピアーヴェは余程の人格者だったのだろう。

### 初演
当時、通常なら台本作家あるいは座付上演監督が準備を行うことが多い舞台装置、演出、衣装などにもヴェルディは深く関与した。「時代は11世紀前半なので、衣装にベルベットを使うことはありえない」といった細部の注意まで行い、最終的には歴史学者の考証のもと、ロンドンの業者に衣装デザインを依頼することになった。
全幕がほぼ完成した1847年2月にヴェルディはフィレンツェに到着、歌唱陣への指導も精力的に開始された。尋常でない厳しいリハーサルは初演当日、聴衆が着席してからもピアノを用いて行われた、と初演時のマクベス夫人役ソプラノ、マリアンナ・バルビエーリ＝ニーニは回想している。
1847年3月14日の初演はとりあえず大成功だったように思われた。指揮者を務めたヴェルディは38回ものカーテン・コールを受けたし、バルビエーリ＝ニーニは夢遊シーン後の大喝采で、常軌を逸したヴェルディの執念には意味があったのだと感じた。
しかし、初演の興奮は急速に醒めていく。このオペラを好まない評論家たちは、初演当夜の喝采はオペラに対するものでなく、作曲者ヴェルディに対する敬意からだ、と言い出す始末だったし、耳の肥えたフィレンツェの聴衆は韻律がしっくりこない部分を批判し始めた（皮肉なことに、それはほとんどマッフェイの作詞になる部分だった）。フィレンツェの新聞“Il Ricoglitore”紙に至っては、『マクベス』を始めから「真の駄作」と評した。
初演後のこのオペラのイタリアでの扱われ方に関しては後述する。

## 1865年改訂版（パリ版）
1864年になり、パリのリリック座支配人レオン・カルヴァロと出版業者レオン・エスキュディエは、翌年の『マクベス』のリリック座上演の計画を持ち込んできた。パリ聴衆の好みに合わせてバレエの挿入は必須だったが、その検討を開始したヴェルディは17年前のこの作品の様々な箇所が弱いように感じられ、結局大規模な改訂になってしまった。主要な改稿箇所は以下の通りである。
- 第2幕第1場でのマクベス夫人のアリア「勝利!」（Trionfai!）はほぼ全面改稿され、アリア「光は萎えて」（La luce langue）となった。
- 同幕第3場、マクベスが晩餐の席でバンコーの亡霊に悩まされる場面は完全に書き改められた。
- 第3幕に魔女たちの踊るバレエの場面が追加された。
- 同幕のフィナーレはマクベスのアリアだったが、暴君と評されようと権力を守るとの決意を歌う夫妻の二重唱に改められた。
- 第4幕第1場、亡命者の合唱は全面改稿された。
- 第4幕第4場のフィナーレでは、初演版では死に瀕したマクベスのモノローグで終わっているが、これはカットされ、戦勝者側の勝利の合唱に書き改められた。

この改訂版はフランス語に翻訳された上、1865年4月21日にリリック座で上演された。ヴェルディ自身はこの改訂版に対して（初演版同様に）相当の自信を持っていたが、結論を言えばこの改訂版上演も成功ではなかった。新聞評の中には「ヴェルディはシェイクスピアを理解していない」とするものまであって、これにはヴェルディは激怒している。彼はエスキュディエに送った書簡で「これは『上演が失敗だった』というよりもっとひどい評論です。私がシェイクスピアを理解できていない、ですって? 神かけて違います。シェイクスピアは私の最愛の劇作家の一人です。彼の著作は私が青年時代から持っています。現在に至るまで何度も何度も読み返しています」と述べている。
なお、現在上演される『マクベス』は圧倒的にこの1865年改訂版が多いが、10分近くに及ぶ第3幕のバレエはカットされることがしばしばである。

## 編成

### 主な登場人物
- マクベス（バリトン）：スコットランド王ダンカンに仕える将軍で、王を弑逆してその座につく。台本中では原作戯曲通りにMacbethと表記されているが、イタリア語にthの音（[θ]：無声歯摩擦音）が存在しないことから、他者が呼びかける際にはMacbetto（マクベット）と呼ばれる。なお、ヴェルディ自身は書簡中でしばしばMacbetと綴っている。
- バンコー（バス）：やはりダンカン王に仕える将軍。原作ではBanquoだが、本作ではBancoと表記される。
- マクベス夫人（ソプラノ）：オペラ台本中でも原作通りLady Macbethと表記される。他の登場人物から名前を呼ばれることはない。
- その侍女（メゾソプラノ）
- マクダフ（テノール）：スコットランド・フィフの領主
- マルコム（テノール）：ダンカン王の遺児
- 医師（バス）
- ダンカン王（黙役）：本作ではDuncano（ドゥンカーノ）とイタリア風に呼ばれる。
- 合唱

## 舞台構成
全4幕
- 前奏曲
- 第1幕
  - 第1場　森の中
  - 第2場　マクベスの居城の広間
- 第2幕　
  - 第1場　マクベスの居城
  - 第2場　居城近くの林
  - 第3場　居城の大広間
- 第3幕　魔女たちの棲む洞穴
- 第4幕　
  - 第1場　荒野
  - 第2場　マクベスの居城、大広間
  - 第3場　マクベスの居室
  - 第4場　野戦場

## あらすじ（1865年改訂版による）
時と場所：　11世紀、スコットランド

### 前奏曲
3分ほどの短いもの。魔女のテーマ、およびマクベス夫人夢遊のシーンのテーマが再構成されている

### 第1幕

#### 第1場
マクベスとバンコーは戦場から勝利しての帰途、魔女が乱舞しているのに出逢う。魔女らは「マクベスはコーダーの領主となり、やがては王となる。バンコーは王の祖先となろう」と予言し姿を消す。そこへダンカン王の使者が到着、マクベスがコーダー領主に任命されたことを伝える。2人は予言の一部が早速成就したことを知り驚きつつ帰途を急ぐ。魔女たちは再び現れ、マクベスは自分の運命を知るためまた訪ねてくるだろう、と歌う。

#### 第2場
夜。居城ではマクベス夫人が夫の帰りを待ちわびている。マクベスが寄越した「魔女と逢い予言を受け、その通りにまずは領主になった。このことは内密に」との手紙を、夫人は独り読み上げ、夫が勇気を出してこの予言を実現させていって欲しいと願う。そこに召使が現れ、マクベスだけでなく、ダンカン王も急用でこの城を今晩訪問することになった、と伝える。夫人が好機到来と狂喜しているところへマクベスが帰還する。ダンカン王は賓客用の寝室へ入る。夫人は躊躇するマクベスをせきたて、王を刺殺させる。自らの所業に呆然として寝室から戻ってくるマクベスの手から、夫人は血にまみれた剣をとりあげ、眠り込んでしまった王の従者の側に置き、夫婦は退場する。
朝、マクダフとバンコーが王を起こしにやってくる。マクダフはダンカン王が暗殺されているのを発見、城内の一同を呼ぶ。一同は驚愕し、暗殺犯人に神の罰の下らんことを祈る。マクベスと夫人も何食わぬ顔で皆に調子を合わせる。

### 第2幕

#### 第1場
計画通りマクベスはスコットランドの王となったが、彼ら夫婦には魔女の予言「バンコーは王の祖先となる」が気になってならない。そこで刺客を放ち、バンコーとその息子を殺すことにする。

#### 第2場
バンコーが息子と2人で城外の林を歩いているところへ刺客の一団が襲い掛かる。バンコーは息子を逃がすことに成功するが、自らは凶刃に倒れる。

#### 第3場
城の大広間ではマクベス新王を寿ぐ晩餐会が行われる。マクベス夫人は乾杯を歌う。刺客が戻ってきて、マクベスに一部始終を報告する。マクベスは晩餐の席に着こうとするが、バンコーの亡霊を発見してうろたえる。他の列席者には何も見えない。晩餐会は中止され、人々はマクベスの行動に不審の念をもつ。

### 第3幕
魔女たちの棲む洞穴にマクベスが現れ、自分の運勢を教えて欲しいと願う。新たな予言は「マクダフには警戒せよ」「女の産んだ者にはマクベスは倒せない」「バーナムの森が動かない限り怖れることはない」であった。マクベス夫人も現れて、夫妻は怖れることなく権力を死守しようと誓う。

### 第4幕

#### 第1場
スコットランドとイングランドの国境近くの荒野。スコットランドから逃れてきた人々はマクベス新王の圧政を訴える。マクダフは、自分の妻と子供らがマクベスに殺された悲しみを歌う。ダンカン王の遺児マルコムが現れる。彼はイングランド軍の助勢を受け、マクベス王への反乱を計画している。彼は軍勢に、バーナムの森の木を伐り、その枝葉を用いて擬装を行うように命令する。

#### 第2場
マクベス夫人は精神を病み、毎夜城内を徘徊している。彼女は夢幻状態で、ダンカンやバンコーを殺したこと、手に付着した血がどうやっても拭い去れないことを訴える。隠れてこれを聞いていた医師と夫人の侍女は恐れおののく。

#### 第3場
マクベスは、マルコムとその一派が反乱を起こしたとの情報に激怒する。彼は自軍の優勢を信じて反撃を命じるが、まずマクベス夫人が狂死したとの報、続いてバーナムの森が動き出したとの報に接して、周章狼狽の態で戦場に赴く。

#### 第4場
マクベスとマルコムの軍勢が戦闘を繰り広げ、やがてマクベスとマクダフの一騎討ちとなる。マクベスは自分は女の産んだ者には殺されない、と言うが、マクダフは自分は女が”産む”前に自ら母の腹を裂いて出てきたと応える。マクベスは愕然としてマクダフの刃に敗れ死に、マルコム軍が勝利を収める。マルコム、マクダフ、兵士たち、それに人々は圧政の終焉と勝利を祝う。

## 上演小史

### イタリア
初演後数年間のイタリアでの『マクベス』の公演は、ほとんど例外なく検閲の対象となり、様々な一時的改変が行われた。
- ナポリ、パレルモなど、マクベス夫妻が国王を弑逆して王位を簒奪するというプロットそのものを問題視した両シチリア王国の都市では、例えばダンカン王は「部下の部隊長マクベスに殺された将軍ワルフレード」とされた。
- 1848年の革命が粉砕され、ハプスブルク家支配が復活したミラノでは、合唱での「抑圧された祖国」（patria oppressa）なる歌詞が禁止された。
- 教皇領のローマでは、遠い昔の、しかも異国における王位簒奪を描くこと自体は問題なしとされたが、「魔女が超自然的予言能力をもつこと」は不穏当とされ、彼女らは「ジプシーの占い女の一群」に変更された。

### イギリス
シェイクスピア劇の本場であるイギリスでは、このヴェルディ『マクベス』の受容は奇妙なくらい遅かった。当時イギリス領であったダブリンでは1859年に初演が行われ、また1860年にイングランドの地方劇場で公演が行われたとの説もあるが、一般的に初演と考えられているのは1938年のグラインドボーンにおける上演である。なお、ロンドンのコヴェント・ガーデン王立歌劇場での初演は更に遅れて、初演から1世紀以上経った1960年のことであった。

### 日本
日本初演は1974年6月21日、東京文化会館で行われた二期会による訳詞上演であるとされる。指揮は外山雄三、主役のマクベスは栗林義信、夫人役は辻宥子が歌い、1865年改訂版に基づくもバレエを一部カット、初演版の「マクベスの死」モノローグを復活させた折衷版であった。

## 評価

### イタリアにおける忘却
初演当夜には大成功であるかに思われた『マクベス』だったが、フィレンツェでの数公演で勢いは失われ、イタリアの他都市での浸透は更に困難を極めた。一例を挙げれば、ミラノ・スカラ座での『マクベス』公演は1849年、1852年、1854年、1858年の後、1863年、1874年と次第に間隔が空くようになり、そこから1938年まで60年以上にわたって上演が絶えている。
上述のような様々な検閲によってオペラの魅力が減退した、という面もあっただろうし、『ナブッコ』や『十字軍のロンバルディア人』に見られる集団としての愛国心、愛郷心の高揚を折からのリソルジメントの動きと結びつけて考えていた一般聴衆にとって、マクベス夫妻の野望と破滅を主題としたこのオペラはあまりに個人的、内面的なものであったのかも知れない。愛国的な詩作で鳴らした詩人ジュゼッペ・ジュスティは、ヴェルディのリソルジメントの精神からの違背を非難する手紙（1847年3月19日付）を作曲者に送りつけてきた。

### ヴェルディ自身の評価
それでもヴェルディ自身にとって、この『マクベス』は自信作であり続けた。
初演から11日後の1847年3月25日、ヴェルディはこのオペラを義父（1840年に亡くなった妻マルガリータの父）であり、また長年にわたる支援者でもあったアントニオ・バレッツィに献呈している。
初演から18年も経過した1865年のパリ上演の際も、ただバレエを追加することだけが要請されていたにもかかわらず、全曲の見直しを自発的に行い、大幅な改訂を加えているのも、本作に対する愛着の現れと考えられる。
更に後の1875年、ヴェルディは『アイーダ』公演で指揮を執るためウィーンを訪ねた。同地でワーグナーに対する意見を求められたヴェルディは（リップサービスの意味もあっただろうが）ワーグナーの才能にはいつも敬服していると述べ、加えて「私自身も彼と同じく、音楽とドラマの融合を心がけてきました。『マクベス』で、です」と発言しているという。

### 再評価
オペラ『マクベス』の再評価の動きは意外なことに、ワーグナーのお膝元ドイツで1920年代に起こった。小説家フランツ・ウェルフェル（アルマ・マーラーの再婚相手の一人）の1924年刊行の小説「ヴェルディ」を契機として、ドイツ全土にヴェルディのオペラが一種のブームとなった。1927年-28年のシーズンでドイツ全土135の歌劇場ではワーグナー作品は1,576公演に対してヴェルディ作品はほぼ同数の1,513公演、1930年のウィーンでもワーグナー49にヴェルディ46、1931年-32年シーズンでヴェルディ作品は遂にワーグナーを凌駕するに至る。これをドイツにおける「ヴェルディ・ルネッサンス」と称することがある。
この流れに乗って、指揮者ゲオルク・ゲーラーは『マクベス』のドイツ語訳を行い、1929年-30年のシーズンでドイツ全土で7公演、1931年-32年で47公演がなされた。特に好評だったのはフリッツ・ブッシュ指揮、カール・エーベルト演出の公演であった。
ブッシュ、エーベルトの両名は1933年のナチス党政権掌握を受けて国外脱出した。1938年のイギリス・グラインドボーンにおける公演はこの両者のコンビによるものだったし、エーベルトは1959年のニューヨーク・メトロポリタン歌劇場公演（同歌劇場での初演）にも演出を行って、英米圏における『マクベス』の受容に貢献したのだった。

## マクベス夫人役
オペラにおけるマクベス夫人役は、題名役マクベスと同等、あるいはそれ以上の重要な地位を占めている。作曲者ヴェルディがこの夫人役をどのように考えていたかを知るには以下の著名なエピソードがある。
オペラ初演から2年後の1849年春、ナポリ・サン・カルロ劇場では『マクベス』の上演を計画しており、ヴェルディは同劇場の上演監督サルヴァトーレ・カンマラーノ（後に『イル・トロヴァトーレ』の台本を作成したことでも有名）に対して演出上の様々な助言を行っていた。この時、当時の著名なソプラノ、エウジェーニア・タドリーニがマクベス夫人を演じると知ってヴェルディは「タドリーニが美貌で知られていること、天使のように清冽で完璧なその歌唱で有名なこと」に対して懸念を表明し、夫人役に必要なのはむしろ醜い悪魔的な印象、そして「とげとげしい、押さえつけられた、低い（こもった）声」（una voce aspra, soffocata, cupa）であるとカンマラーノに述べている（1848年11月23日の書簡による）。美しい声と技巧（そして美しい容姿）が求められた19世紀前半のソプラノ歌手とは対極のものをヴェルディが要求していたことがわかる。実際、初演のソプラノ、マリアンナ・バルビエーリ＝ニーニは容姿が醜いためドニゼッティ『ルクレツィア・ボルジア』の題名役を仮面をつけて歌った、という伝説の持主だった。
1954年に過激なダイエットを行う前のマリア・カラスはこの「醜い容姿、とげとげしい声」の点で、ある意味理想のマクベス夫人であり、彼女の1952年・スカラ座でのライブ盤（デ・サバタ指揮）は名録音の一つに数えられている。これに対して、カラスの同時代におけるライヴァル、（美貌とは言えないが）その滑らかな美声で知られたレナータ・テバルディは生涯を通じてマクベス夫人を歌わなかったことは象徴的である。
また初演版第2幕でのアリア「勝利!」（Trionfai!）が、1865年改訂版でほぼメゾソプラノ的な低いテッシトゥーラ（音域）のアリア「光は萎えて」（La luce langue）に書き改められたことも手伝って、マクベス夫人役は高音域に伸びのあるメゾソプラノ、例えばフィオレンツァ・コッソット、シャーリー・ヴァーレット あるいはアグネス・バルツァなども挑戦する役となっている。
加えて同役はドイツ・北欧系のソプラノの名録音、例えばマルタ・メードル、アストリッド・ヴァルナイ、レオニー・リザネクあるいはビルギット・ニルソンなどが目立つ点も、ヴェルディのオペラとしては極めて異色といえる。これは上記「ヴェルディ・ルネッサンス」の影響からか、ドイツでの上演が現在でも比較的多いことに起因するのだろう。